# Louis Sauvageot
Pour les articles homonymes, voir Sauvageot.
Louis Sauvageot, né le 5 juin 1842 à Santenay et mort le 14 janvier 1908 à Paris, est un architecte français.

École professionnelle à Rouen - élévation principale.

École professionnelle à Rouen - coupe dans l'axe.

École professionnelle à Rouen - plan du rez-de-chaussée.

## Biographie
Il habite 52 quai de Paris à Rouen dans les années 1880. Il succède, en 1897, à Émile Boeswillwald comme architecte de l'ancienne cathédrale de Laon. De 1871 à 1882, il est architecte en chef de Rouen. Également à partir de 1897, il est architecte en chef de l'Oise, de la Saône-et-Loire, de la Loire, du Rhône, du Jura et des arrondissements de Beaune et Compiègne. Architecte diocésain, il répare la flèche de l'église Notre-Dame de Caudebec-en-Caux vers la fin du XIXe siècle. Il restaure en cette qualité la cathédrale de Beauvais en 1897-1898.  
Louis Sauvageot reçoit la médaille d’or à l’Exposition universelle de Paris de 1889 pour ses réalisations majeures à savoir, le théâtre des Arts et le musée-bibliothèque de Rouen et son travail sur la flèche de l'église de Notre-Dame de Caudebec-en-Caux. 
Il est inspecteur général des Monuments historiques en 1907.
Il meurt à l'âge de 65 ans à son domicile, 51 boulevard de la Chapelle. Ses obsèques sont célébrées dans l'église Saint-Vincent-de-Paul et il est inhumé au cimetière du Montparnasse.

## Réalisations
- église Saint-Jacques de Dieppe en 1875 ;
- travaux sur l'église Saint-Vincent de Rouen (église disparue), dans les années 1870 ;
- château d'Eu après la mort de Viollet-le-Duc ;
- église Saint-Hilaire, Rouen ;
- musée des Beaux-Arts de Rouen et la fontaine Bouilhet attenante[5] ;
- théâtre des Arts de Rouen ;
- succède à Émile Boeswillwald pour la restauration de la cathédrale Notre-Dame de Laon ;
- palais des ducs et des États de Bourgogne ;
- cathédrale Saint-Pierre de Beauvais en tant qu'architecte diocésain.

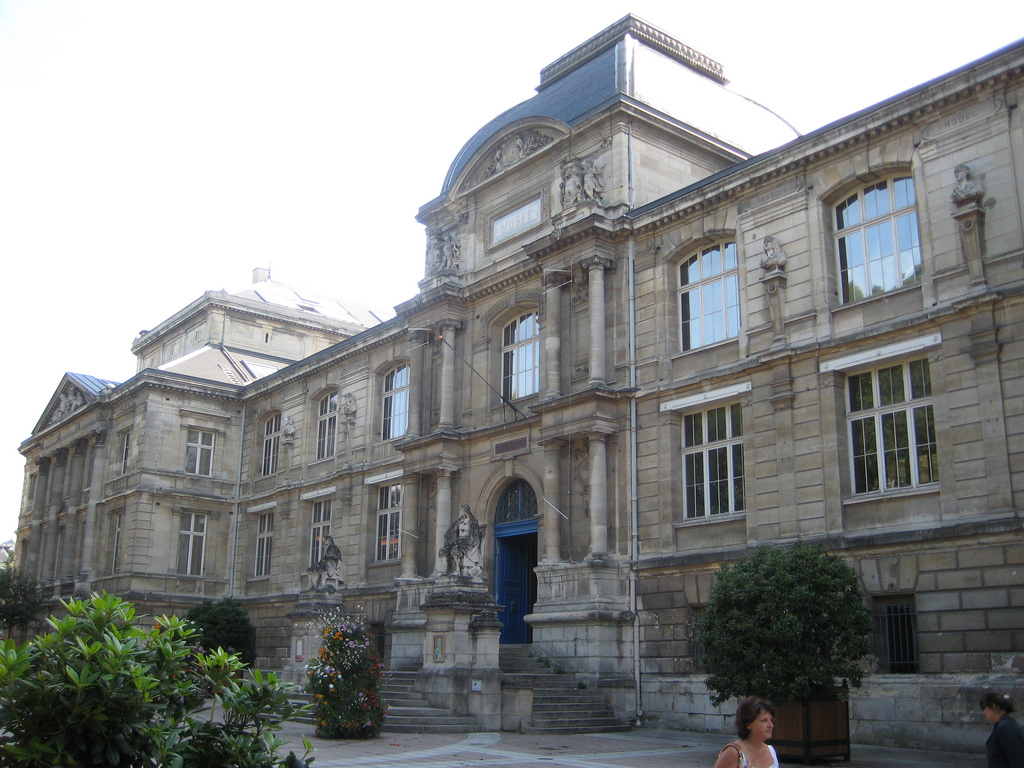
Le musée des Beaux-Arts de Rouen.
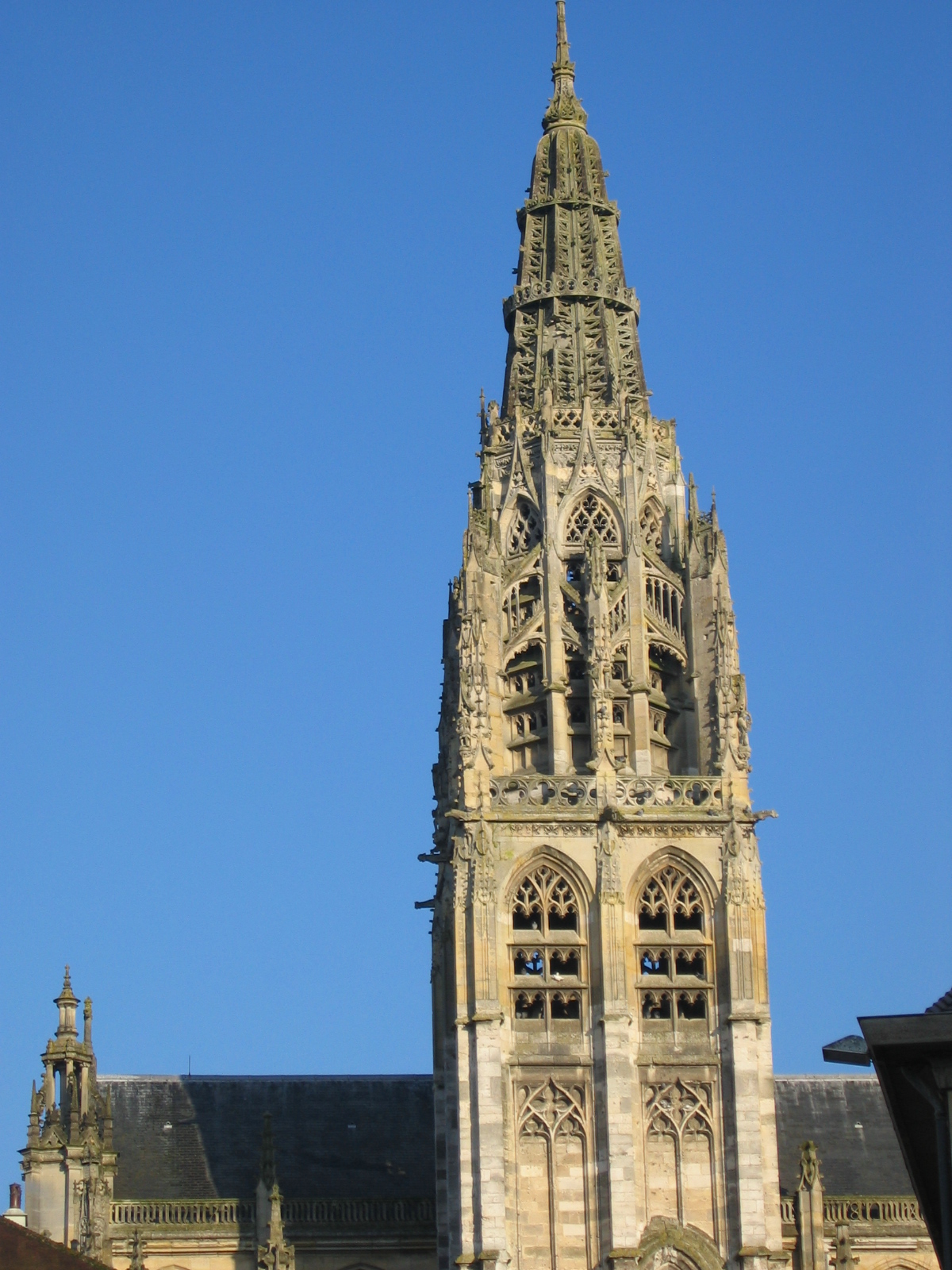
Flèche de l'église Notre-Dame de Caudebec-en-Caux.
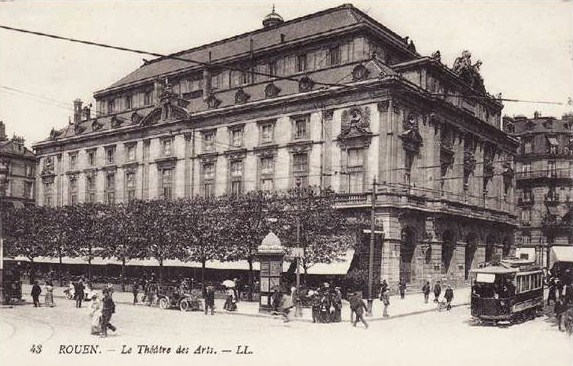
Le théâtre des Arts de Rouen, détruit en 1940-1944.
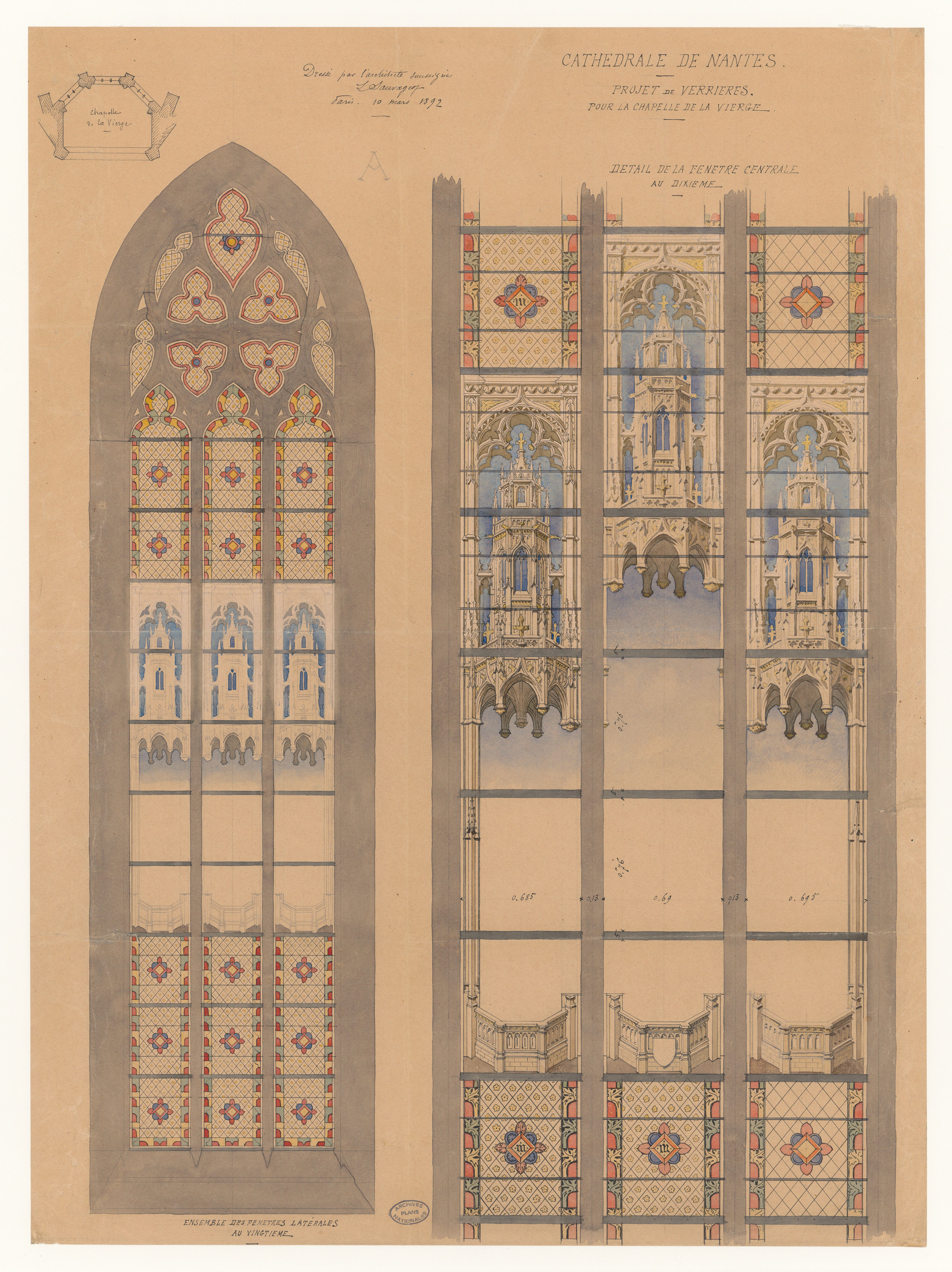
Chapelle de la Vierge (cathédrale de Nantes), 1892.

## Écrits
- Considérations sur la construction des théâtres : à propos de la reconstruction du théâtre des arts à Rouen, Paris, Morel, 1877, 55 p. (OCLC 422415646)
- Notice sur l'église Saint-Hilaire, à Rouen, Paris, Vve A. Morel, 1879

## Distinctions
- Chevalier de la Légion d'honneur (décret du 7 novembre 1882). Il est fait chevalier par Juste Lisch.